# Masłok
Masłok (też mastok, maślok, maslacha, maeslaek) – napój z wyciągu ziół, mający właściwości odurzające, znany w Turcji Osmańskiej (sproszkowany masłok miał barwę zieloną). W przekonaniu wielu XVII- i XVIII-wiecznych autorów piszących o Turcji miał być pity przez janczarów i przyprawiać ich do srogości i szaleństwa. Podobną opinię o masłoku wyraża Wacław Potocki w Wojnie chocimskiej, pisząc:

Masłok – napój z ziół różnych przyrządzony, odurzający i do szaleństwa przyprowadzający.

Bronisław Ferdynand Trentowski, w wydanej w 1844 książce Myślini, czyli całokształt logiki narodowej utożsamiał masłok z opium.
Osoby pijące masłok nazywano masłocznikami (był to też synonim szaleńca). W Słowniku polszczyzny XVI wieku pojawia się przymiotnik masłokowy (mający działanie odurzające).